# هوپ روبرتسون
هوپ روبرتسون (انگلیسی: Hope Robertson؛ ۱۷ ژانویه ۱۸۶۸ – ۱۹۴۷ (۷۹ سال)) بازیکن فوتبال اهل بریتانیا بود.
از باشگاه‌هایی که در آن بازی کرده‌است می‌توان به باشگاه فوتبال آرسنال، باشگاه فوتبال والسال، و باشگاه فوتبال اورتون اشاره کرد.